# Imogen Stubbs
Imogen Stubbs est une actrice anglaise, née le 20 février 1961 à Rothbury(Royaume-Uni).

## Biographie
Imogen Stubbs est née à Rothbury, dans le comté de  Northumberland et a brièvement vécu à Portsmouth où son père était officier naval. La famille déménage à Londres et réside dans une vieille péniche amarrée sur la rivière Thame.
Enfant, Imogen est inscrite à l'école primaire de Cavendish, puis à la St Paul's Girls' School, à la Westminster School et au Exeter College. Sa carrière d'actrice débute à Oxford, où elle incarne le rôle d'Irina dans une production université de la pièce Les Trois Sœurs d'Anton Tchekhov. Imogen apparaît aussi dans une revue estudiantine appelée Dinosaur Can-can.
Après son diplôme, elle rejoint la Royal Academy of Dramatic Art aux côtés de Jane Horrocks et de Iain Glen. Elle y obtient son premier rôle professionnel en incarnant  Sally Bowles dans la pièce Cabaret au théâtre de Wolsey à Ipswich.

## Vie personnelle
En 1994, Imogen se marie avec le metteur en scène Trevor Nunn, avec lequel elle a eu deux enfants, un garçon et une fille  Ellie Nunn, qui est également actrice. En avril 2011, le couple annonce sa séparation. Elle est depuis en couple avec l'acteur Jonathan Guy Lewis.

## Carrière
Imogen intègre dans les années 1980 la Royal Shakespeare Theatre et joue dans plusieurs pièces. Elle incarne notamment le personnage de Desdémone dans la pièce d'Othello, mise en scène par son futur mari Trevor Nunn. Elle jouera tour à tour dans Jeanne d'Arc au Strand Theatre, ainsi que dans la La Maison des cœurs brisés à Haymarket.
En 1988, Imogen obtient le rôle d'Ursula Brangwen dans la micro-série de la BBC The Rainbow. En 1993 et 1994, elle joue le rôle d'Anna Lee dans la série éponyme de la BBC. En 1995, elle incarne Lucy Steele dans l'adaptation du roman Raison et Sentiments.

## Filmographie

### Film
| Year | Title                        | Role            |
| ---- | ---------------------------- | --------------- |
| 1982 | Privileged                   | Imogen          |
| 1986 | Nanou                        | Nanou           |
| 1988 | A Summer Story (en)          | Megan David     |
| 1989 | Erik the Viking              | Princess Aud    |
| 1991 | True Colors                  | Diana Stiles    |
| 1991 | The Wanderer                 | Narrator        |
| 1994 | A Pin for the Butterfly (en) | Mother          |
| 1995 | Jack and Sarah               | Sarah           |
| 1995 | Sense & Sensibility          | Lucy Steele     |
| 1996 | Twelfth Night                | Viola           |
| 2003 | Collusion                    | Mary Dolphin    |
| 2004 | Dead Cool                    | Henny           |
| 2011 | Babysitting                  | Mrs. Wollenberg |
| 2014 | Insomniacs                   | Alice           |
| 2016 | Stake Out                    | Sally           |
| 2017 | Kew Gardens                  | Isabella        |
| 2018 | London Unplugged             | Isabella        |

### Télévision
| Year | Title                    | Role                              |
| ---- | ------------------------ | --------------------------------- |
| 1985 | The Browning Version     | Mrs. Gilbert                      |
| 1988 | The Rainbow (en)         | Ursula Brangwen                   |
| 1988 | Deadline                 | Lady Romy Burton                  |
| 1990 | Fellow Traveller         | Sarah Atchison                    |
| 1990 | Relatively Speaking      | Ginny Whittaker                   |
| 1990 | Pasternak                | Lara / Olga (voice)               |
| 1990 | Theatre Night            | Desdemona                         |
| 1992 | Sandra, c'est la vie     | Marie                             |
| 1992 | Performance              | Helen Banner                      |
| 1993 | Anna Lee: Headcase       | Anna Lee                          |
| 1994 | Anna Lee                 | Anna Lee                          |
| 1996 | 1914–1918                | (voice)                           |
| 1997 | Screen Two               | Suzie                             |
| 2000 | Blind Ambition           | Annie Thomas                      |
| 2000 | Big Kids                 | Sarah Spiller                     |
| 2001 | Lee Evans: So What Now?  | Chloe                             |
| 2002 | Township Opera           | Narrator                          |
| 2005 | Casualty                 | Chloe Greer                       |
| 2006 | Agatha Christie's Marple | Mona Symmington                   |
| 2006 | Brief Encounters         | Sonia                             |
| 2009 | New Tricks               | Lotte Davenport                   |
| 2010 | The Adventures of Daniel | Mrs. Wallace                      |
| 2011 | Injustice                | Gemma Lawrence                    |
| 2012 | Doctors                  | Miranda Payne                     |
| 2012 | Parents                  | Isabelle Hopkins                  |
| 2012 | Switch                   | Esme                              |
| 2017 | Holby City               | Evelyn Chapman                    |
| 2018 | Death in Paradise        | Valerie O'Toole                   |
| 2021 | Midsomer Murders         | Tamara Deddington                 |
| 2023 | The Crown                | Anne Tennant, Baroness Glenconner |

## Théâtre
| Year | Title                    | Rôle              |
| ---- | ------------------------ | ----------------- |
| 1985 | Cabaret                  | Sally Bowles      |
| 1985 | The Boyfriend            | Polly Browne      |
| 1986 | The Rover                | Helena            |
| 1986 | Two Noble Kinsmen        | Gaoler's daughter |
| 1987 | Richard II               | Queen Isabel      |
| 1989 | Othello                  | Desdemona         |
| 1992 | Heartbreak House         | Ellie             |
| 1994 | Saint Joan               | Joan              |
| 1994 | Uncle Vanya              | Yelena            |
| 1996 | A Streetcar Named Desire | Stella            |
| 1998 | Closer                   | Anna              |
| 1998 | Betrayal                 | Emma              |
| 2001 | The Relapse              | Amanda            |
| 2002 | Three Sisters            | Masha             |
| 2003 | Mum's the Word           | Linda             |
| 2004 | Hamlet                   | Gertrude          |
| 2006 | Duchess of Malfi         | Duchess           |
| 2008 | Scenes from a Marriage   | Marianne          |
| 2009 | Alphabetical Order       | Lucy              |
| 2010 | The Glass Menagerie      | Amanda            |
| 2011 | Private Lives            | Amanda            |
| 2011 | Little Eyolf             | Rita              |
| 2011 | Salt, Root and Roe       | Menna             |
| 2012 | Orpheus Descending       | Lady              |
| 2013 | Third Finger, Left Hand  | Niamh             |
| 2013 | Strangers on a Train     | Elsie             |
| 2014 | Little Revolution        | Sarah / various   |
| 2014 | The Hypochondriac        | Beline            |
| 2015 | Communicating Doors      | Ruella            |
| 2016 | Things I Know to be True | Fran Price        |
| 2018 | The Be All and End All   | Charlotte         |
| 2022 | Clybourne Park           | Bev/Kathy         |
| 2023 | The Children             | Rose              |
| 2023 | Three Acts of Love       | Dr Fiona McGill   |